# ستریتژ (ناحیه تشسکی کروملوف)
ستریتژ (به چکی: Střítež) یک منطقهٔ مسکونی در جمهوری چک است که در ناحیه تشسکی کروملوو واقع شده‌است. ستریتژ ۸٫۳۷ کیلومتر مربع مساحت و ۳۹۴ نفر جمعیت دارد و ۶۷۵ متر بالاتر از سطح دریا واقع شده‌است.